# Икамэси
Икамэси (яп. 烏賊飯, буквально рис в кальмаре) — японское блюдо, кальмар, начинённый рисом. Национальное блюдо провинции Осима, Хоккайдо.

## Приготовление
Для приготовления икамэси удаляются щупальца у разделанного кальмара, которого после этого фаршируют промытым в воде рисом и готовят в традиционном бульоне даси. Для того, чтоб рис не высыпался, кальмара можно закрепить при помощи зубочистки или другим более подходящим предметом. Для приготовления обычно используют смесь клейкого и безглютенового риса. В качестве начинки могут быть использованы и другие ингредиенты: рубленые щупальца кальмара, побеги бамбука, морковь, абураагэ.

## История
В 1941 году во время Второй мировой войны, когда в пищевом рационе был дефицит риса, продавец бэнто Абэсётэн на станции Мори в Хоккайдо (сейчас это компания Икамэси Абэсётэн, которая занимается приготовлением специального вида бэнто — экибэн и поставками продуктов питания) решает использовать тихоокеанского кальмара, которого активно ловили в то время, чтобы готовить блюда с небольшим расходованием риса.
После окончания войны, в 1966 году, универмаг Keio Department Store проводит свой первый ежегодный "Конкурс по приготовлению национальных деликатесов и популярных бэнто" (яп. 元祖有名駅弁と全国うまいもの大会 Ganso Yūmē Ekiben to Zenkoku Umaimono Taikai), для которого Абэсётэн приготовил свой икамэси. Во время второго конкурса продажи икамэси достигли небывалых высот и стали регулярными в последующие годы. Постепенно икамэси стал национально известным как деликатес посёлка Мори и как национальное блюдо Хоккайдо в целом.
В последнее время появились и другие производители икамэси, помимо Абэсётэна, и теперь стало возможным без проблем получить это блюдо упакованным и законсервированным во время специальных мероприятий или заказать по почте. Даже на Хонсю он продаётся на многих станциях, рядом с которыми ведётся ловля кальмаров.